# Joachim Hübner (Musiker)
Joachim „Hübi“ Hübner (* 1945 in Berlin; † 18. Januar 2014 ebenda) war ein deutscher Musiker.

## Karriere
Hübner war vor seinem Charterfolg unter anderem in den Berliner Bands The Twangy Gang, The Q, Wednesday und Murphy, Murphy & Murphy aktiv. 1981 coverte er den Song Stop the Cavalry von Jona Lewie unter dem deutschen Titel Das Lied von der Bundeswehr – Schwarz, rot, blond und schnuckelig und stieg nach einem Hitparaden-Auftritt im Juni 1981 damit in den deutschen Single-Charts auf Rang 61. Es folgte eine weitere Single Hätten sie mal 'ne Mark für den Chef. Danach war er in den Bands Stage, Phoenix, Jackpot und Triamo involviert. 2000 wurde Joachim Hübner Mitbegründer der Musikschule Tonart.

## Diskografie

### Alben
- 1973 Rock’N Roll Unlimited  (mit Rock’N Roll Unlimited)
- 1977 A Way to Get High (mit Wednesday)
- 1979 A New Morning (mit Wednesday)

### Singles
- 1968 Girl’s Love / Real Good Love (mit The Twangy Gang)
- 1970 Vampyr’s Sunday Afternoon / Funny People (mit The Twangy Gang)
- 1972 Ich lieb' alles was du tust (Coz I Luv You) / Poppa Joe (als Joachim Hübner & ABC Company)
- 1975 Love Me Tender / Let the Day Begin (mit Paradise)
- 1977 You Got What I Want / Flying High in Your Magic (mit Paradise)
- 1977 Back to the River / Ensenada (mit Wednesday)
- 1978 Land of Milk and Honey / Custer’s Last Dream (mit Wednesday)
- 1978 Springtime on Sunday / I’m Moving On (mit Wednesday)
- 1979 This Train Is Going Nowhere / The Moses Scandal (mit Wednesday)
- 1981 Das Lied von der Bundeswehr – Schwarz, rot, blond und schnuckelig / Warum immer ich? (als Hübi)
- 1981 Hätten sie mal ’ne Mark für den Chef / Riesenknall (als Hübi)
- 1985 We’re Gonna Have Fun / Sail Away (mit Murphy, Murphy & Murphy)